# Phymatoctenus sassii
Phymatoctenus sassii är en spindelart som beskrevs av Eduard Reimoser 1939. Phymatoctenus sassii ingår i släktet Phymatoctenus och familjen Ctenidae.
Artens utbredningsområde är Costa Rica. Inga underarter finns listade i Catalogue of Life.